# Pic de Bonaparte
Dendrocopos analis
Espèce
Synonymes
- Picus analis Bonaparte, 1850
(protonyme)

Statut de conservation UICN

 LC  : Préoccupation mineure
Le Pic de Bonaparte (Dendrocopos analis), également appelé pic à ventre tireté, est une espèce d'oiseaux de la famille des Picidae. Il a été décrit par l'ornithologue français Charles-Lucien Bonaparte.

## Répartition
Cet oiseau vit en Asie du Sud-Est.